# Oberbachern (Inchenhofen)
Oberbachern ist ein Gemeindeteil von Inchenhofen im Landkreis Aichach-Friedberg (Bayern). Oberbachern liegt circa drei Kilometer nordwestlich von Inchenhofen.

## Geschichte
Das Dorf wurde bereits im Mittelalter genannt.
Durch das Gemeindeedikt von 1808 wurde der Steuerdistrikt Schnellmannskreuth mit den weiteren Orten Oberbachern, Unterbachern und Ingstetten geschaffen. Mit dem Gemeindeedikt von 1818 wurden aus den 41 Steuerdistrikten des Landgerichts Aichach 71 Gemeinden gebildet, darunter die Ruralgemeinden Schnellmannskreuth (ohne weitere Ortsteile) und Oberbachern mit den Ortsteilen Unterbachern und Ingstetten.
Die Gemeinde hatte bei der Volkszählung vom 1. Dezember 1871 insgesamt 256 Einwohner, davon 87 im Hauptort, 99 in Unterbachern und 70 in Ingstetten. Während Ober- und Unterbachern sowohl pfarrlich wie schulisch zu Inchenhofen gehörten, war Ingstetten nach Gundelsdorf angegliedert.
Am 1. Januar 1972 wurde Oberbachern mit Ortsteilen im Zuge der Gebietsreform in Bayern in den Markt Inchenhofen eingemeindet.

## Denkmalliste
Einziges in die Denkmalliste eingetragenes Gebäude ist die Kapelle am nordwestlichen Ortsausgang, ein schlichter Rechteckbau mit halbrunder Apsis und Satteldach, errichtet Ende des 19. Jahrhunderts.